# パピヨンプラザ
パピヨンプラザは、福岡県福岡市博多区千代一丁目にあったショッピングセンター。

## 概要
福岡県庁移転に伴う吉塚地区再開発事業を西部ガスを筆頭に福岡財界が行い、日本たばこ産業福岡工場の跡地に建設されたショッピングセンターとして、1993年12月3日にオープンした。当初は核テナントにトイザらスを置き、各種テナントや西部ガスが営業するスケートリンクなどが営業を行った。
施設所有者は2004年にフロンティア不動産投資法人、2019年には当施設管理会社である大和情報サービス（現・大和ハウスリアルティマネジメント）関連会社で同じく大和ハウスグループの大和リースと変わった。2018年10月22日、パピヨンプラザを一度解体し、大規模増改築を行うとする「パピヨンプラザバリューアップ計画」が発表された。
2019年初旬にほとんどのテナントが営業を終了。6月に解体・新設工事に着工し、大和ハウスグループが所有・運営する新ショッピング施設・ブランチ博多パピヨンガーデンとして2020年3月13日にリニューアル開業している。

## テナント

### リニューアル直前まで営業
※は後継のブランチ博多パピヨンガーデンに引き継がれた店舗
- ロイヤルホスト - リニューアル後も営業継続
- マックスバリュ - 2019年1月6日閉店
- ※ドコモショップ - 2019年1月27日閉店
- ミスタードーナツ - 2019年1月31日閉店
- ロイヤルホームセンター - 2019年2月11日閉店[6]
- アフラックサービスショップ - 2019年2月11日閉店
- ブックオフ&エコモール - 2019年2月24日閉店
- リンガーハット - 2019年2月28日閉店
- とんかつ処 浜田屋 - 2019年2月28日閉店
- 焼肉 龍王館 - 2019年2月28日閉店
- ※マクドナルド - 2019年2月28日閉店
- ケンタッキーフライドチキン - 2019年2月28日閉店
- ※ソフトバンク - 2019年2月28日閉店
- タイトーステーション - 2019年2月28日閉店
- カジュアルアウトレット SHOT - 2019年2月28日閉店
- オートバックス - 2019年2月28日閉店
- ※ダイソー（ダイソー&アオヤマ） - 2019年3月3日閉店

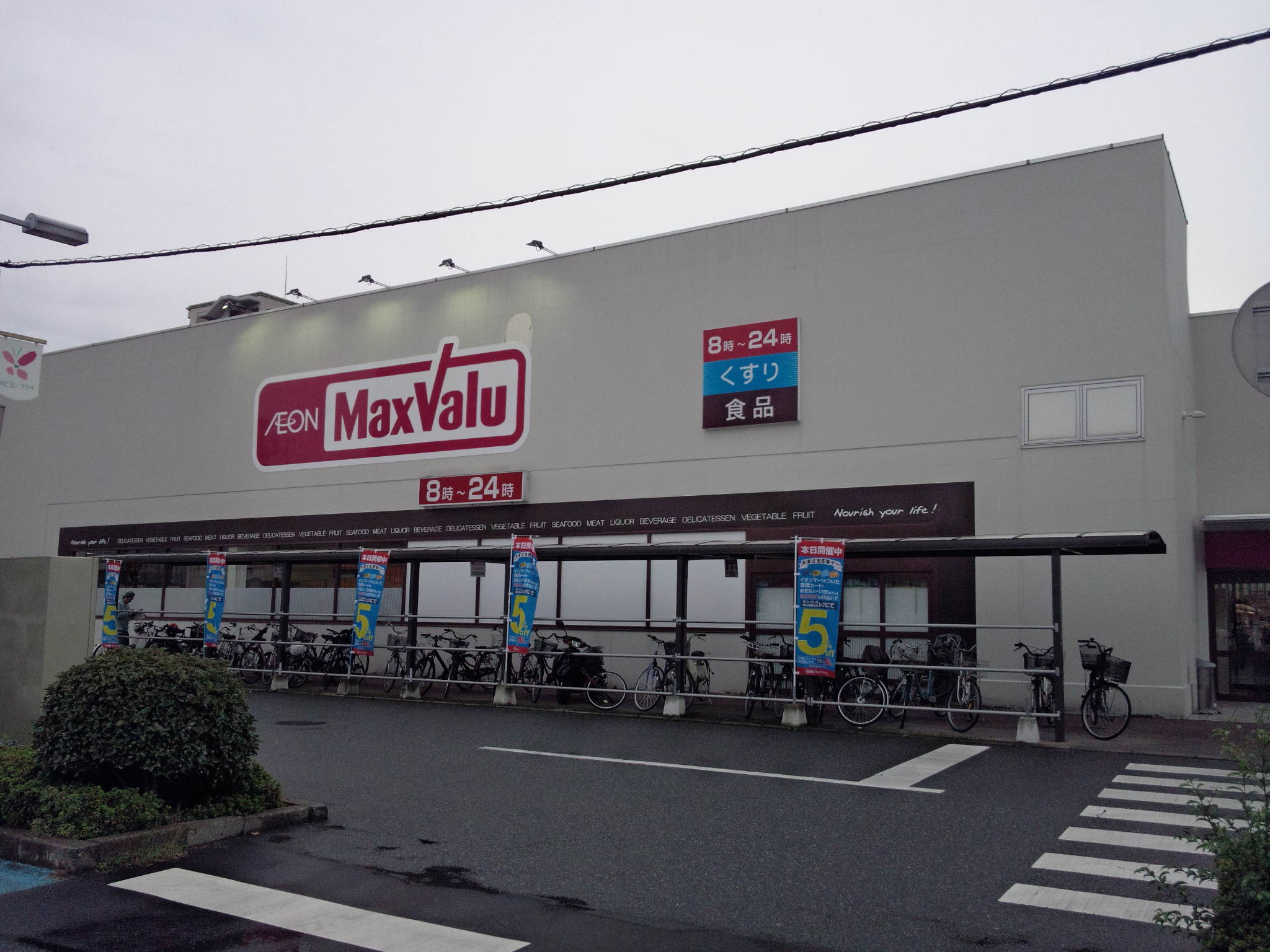
マックスバリュ吉塚店 2015年9月30日撮影
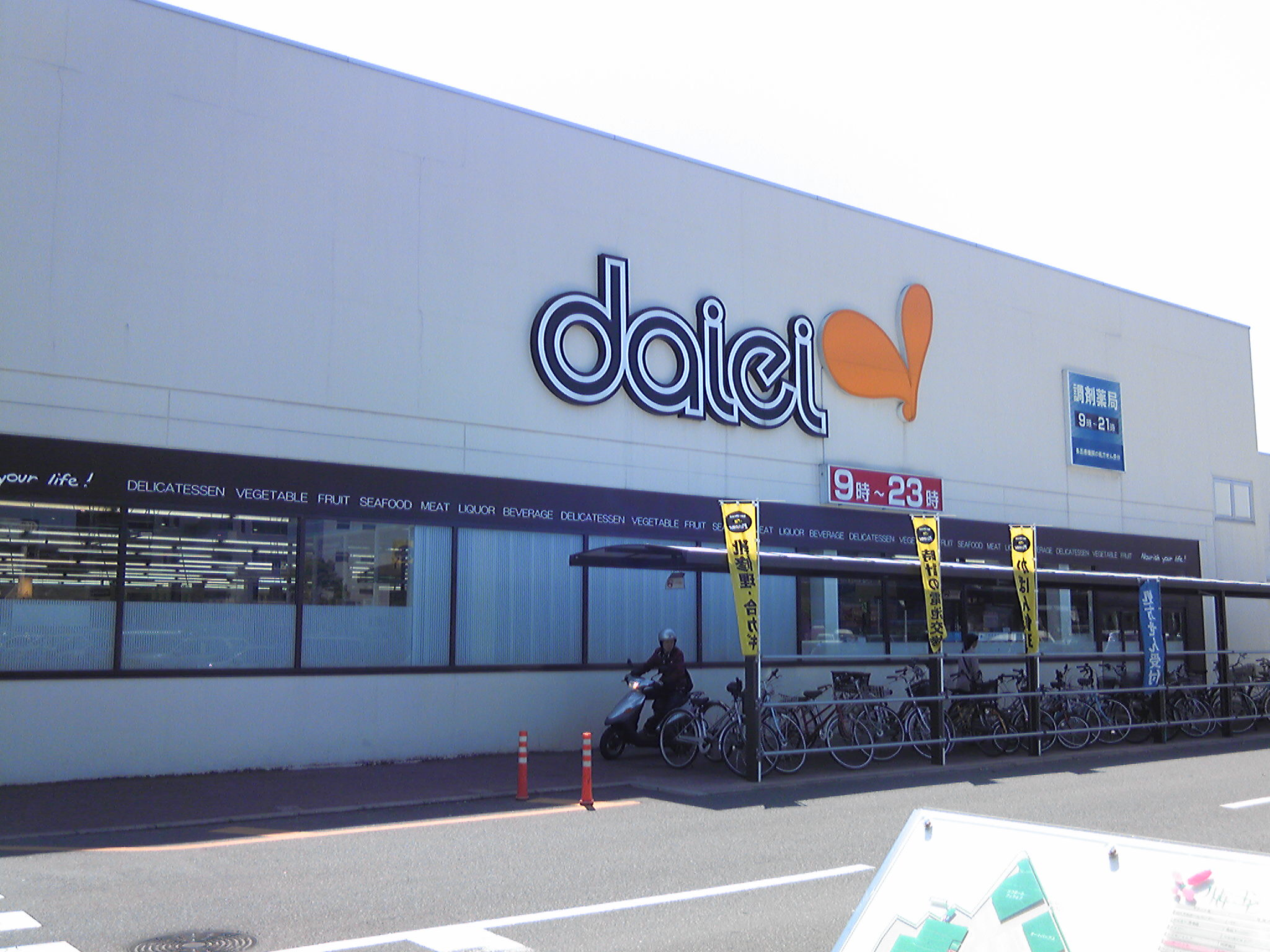
ダイエー時代の店舗外観 2011年4月25日撮影
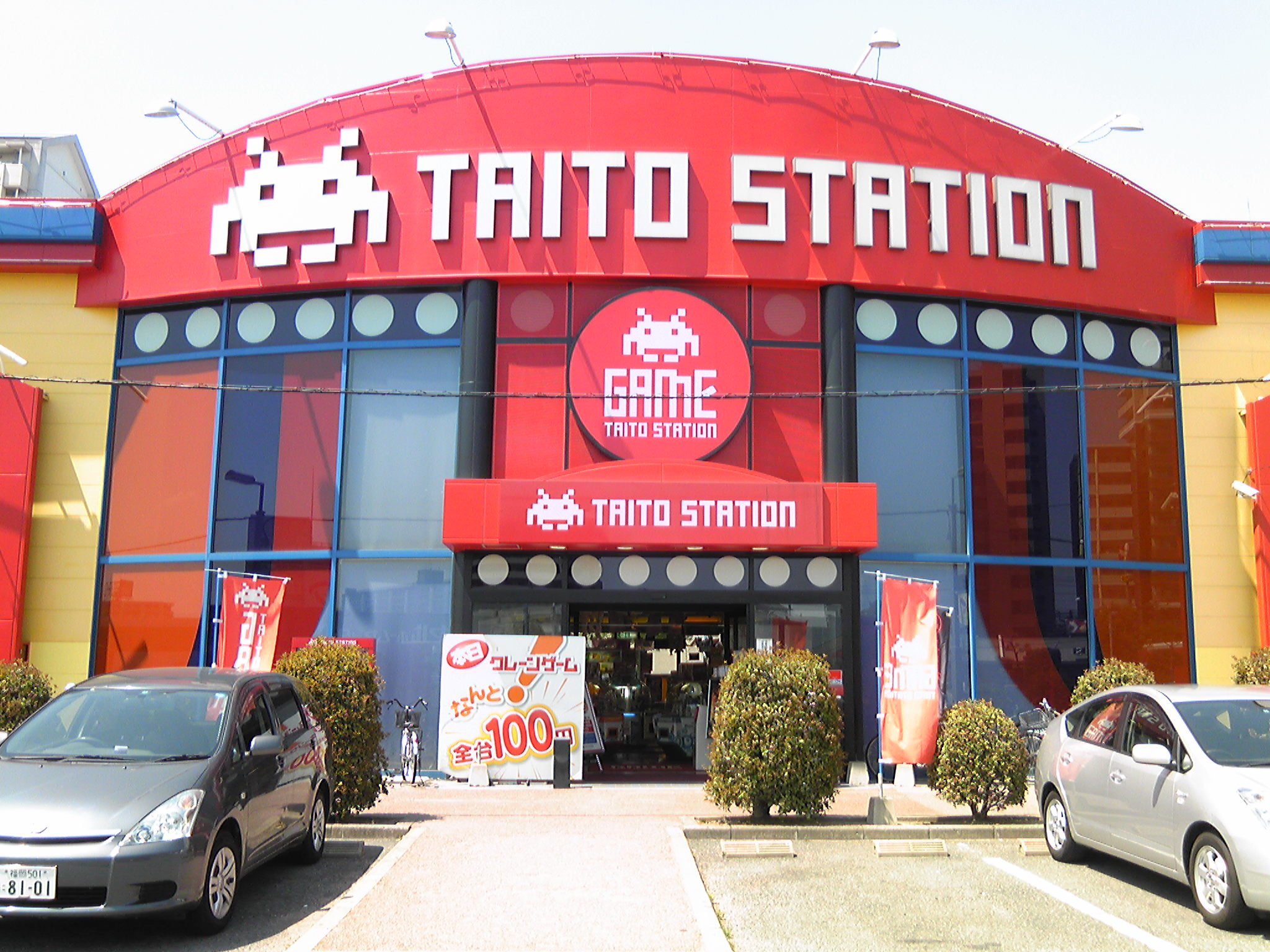
タイトーステーション
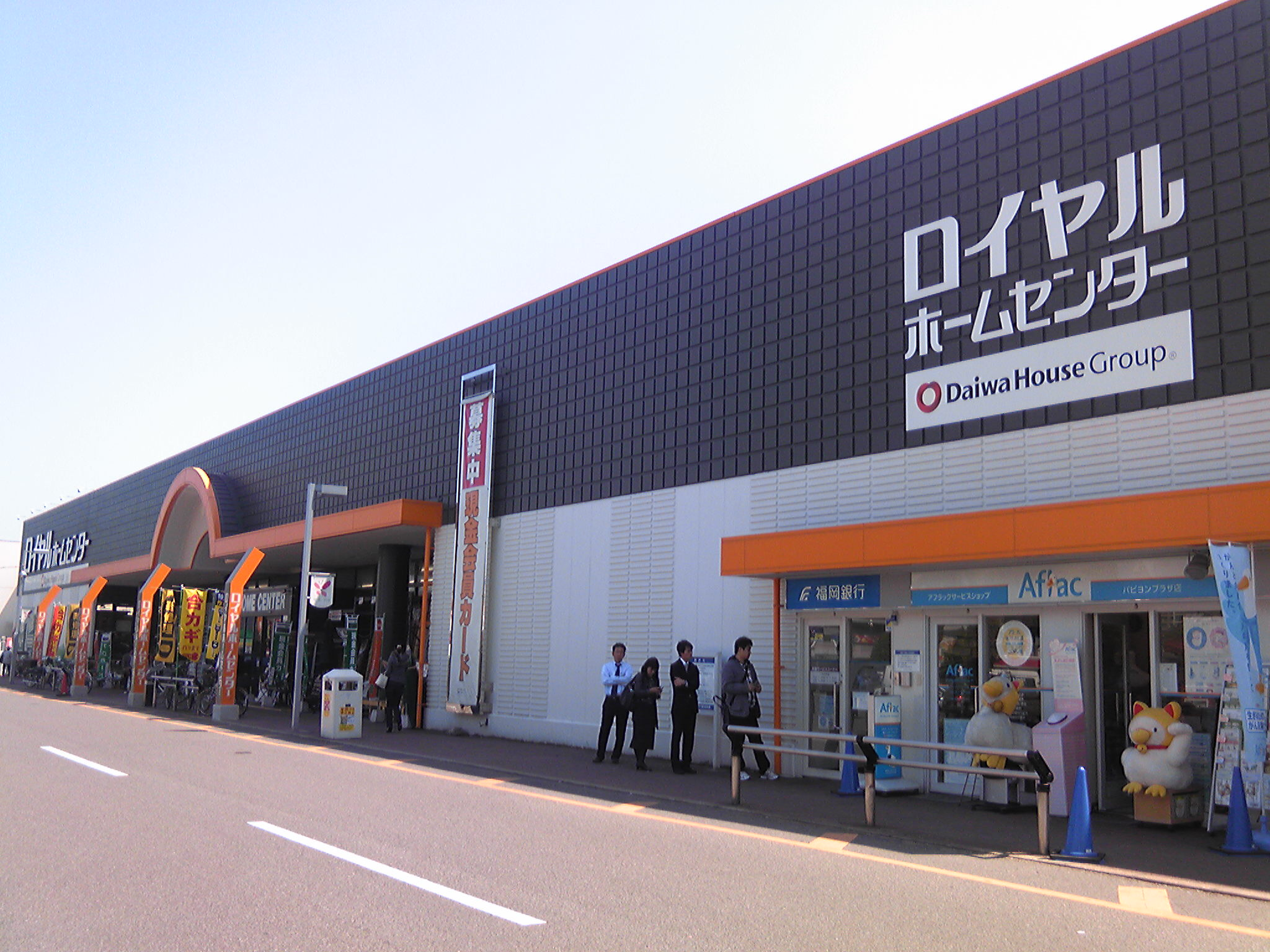
ロイヤルホームセンター

### かつて存在したテナント
- トイザらス → ダイエー → マックスバリュ
  - 旧店舗名は「ダイエー吉塚パピヨンプラザ店」であり、閉店したトイザらスの後継テナントとして2009年4月4日に開店[7]。ダイエー時代の店番号は0730だった。レシート上は「吉塚店」と表示していた。九州のダイエー最後発の店舗であったが、2015年8月31日にダイエーとしての営業を終了。9月1日より営業権がマックスバリュ九州に承継、4日間の改装工事による臨時休業を経て9月5日にマックスバリュ吉塚店と店名を変更して新装開店した[8][9]が、2019年1月6日をもって閉店。[10]
- セガワールド → タイトーステーション
- ※はなまるうどん
- ユニクロ

## アクセス
- 西鉄バス妙見バス停前
- JR九州鹿児島本線篠栗線吉塚駅徒歩5分
- 福岡市地下鉄箱崎線千代県庁口駅徒歩7分